# Monti Peloritani

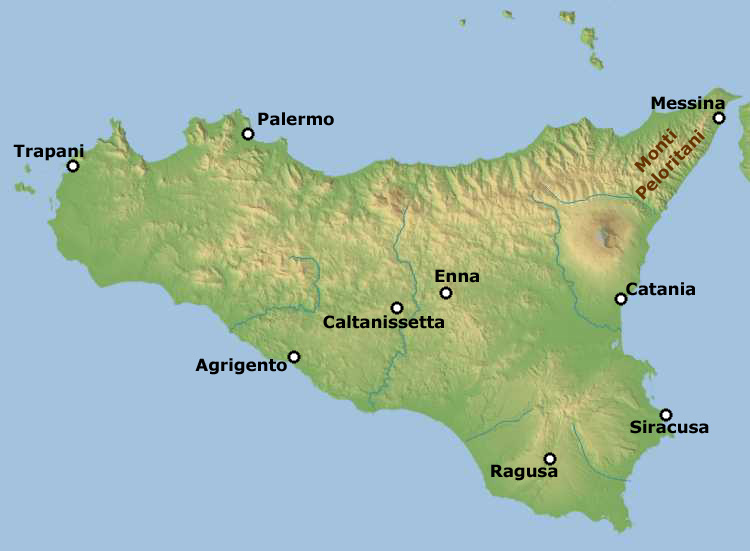
Posizione dei Monti Peloritani in Sicilia

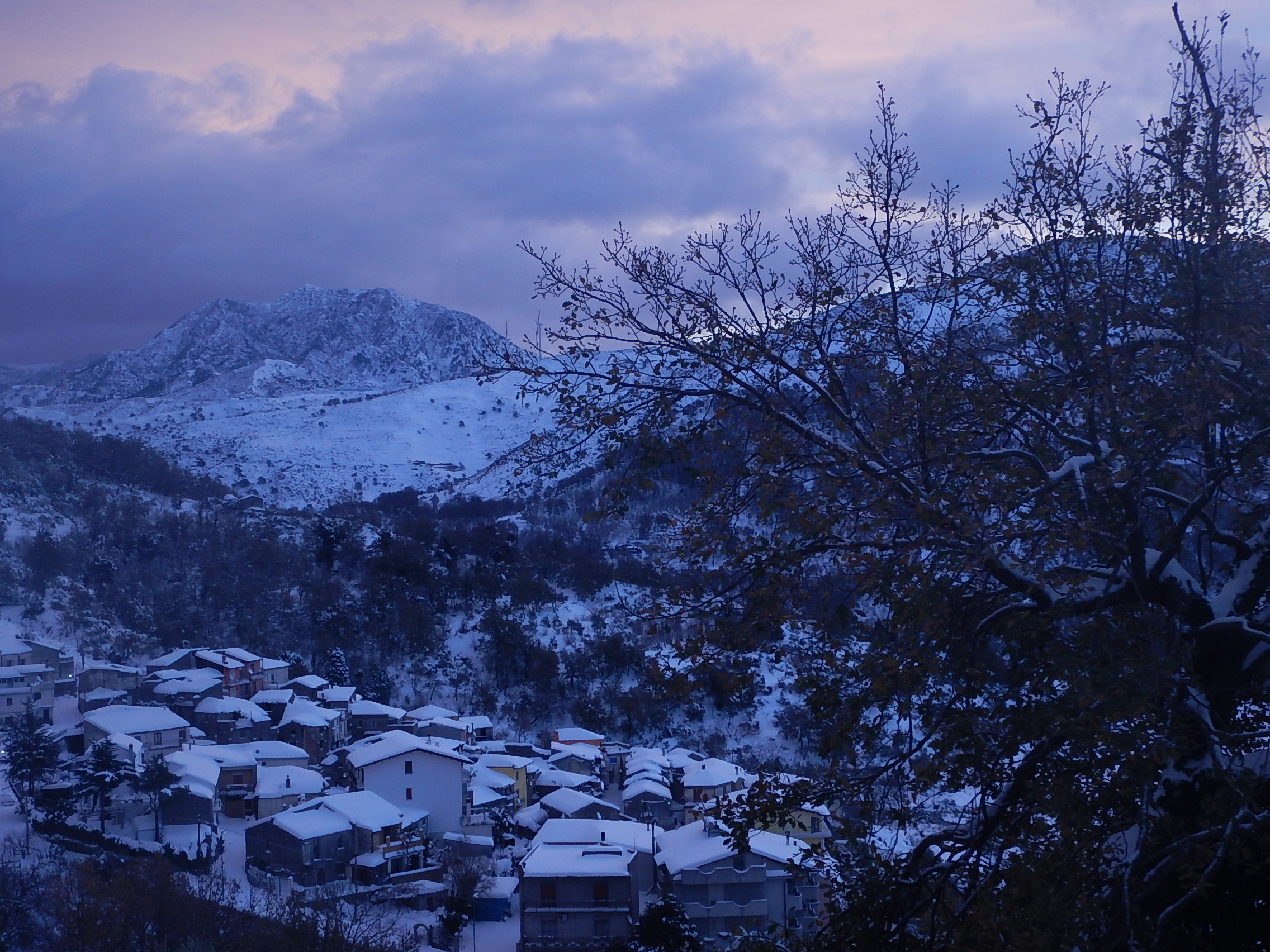
Profilo di Pizzo di Vernà da Fondachelli-Fantina

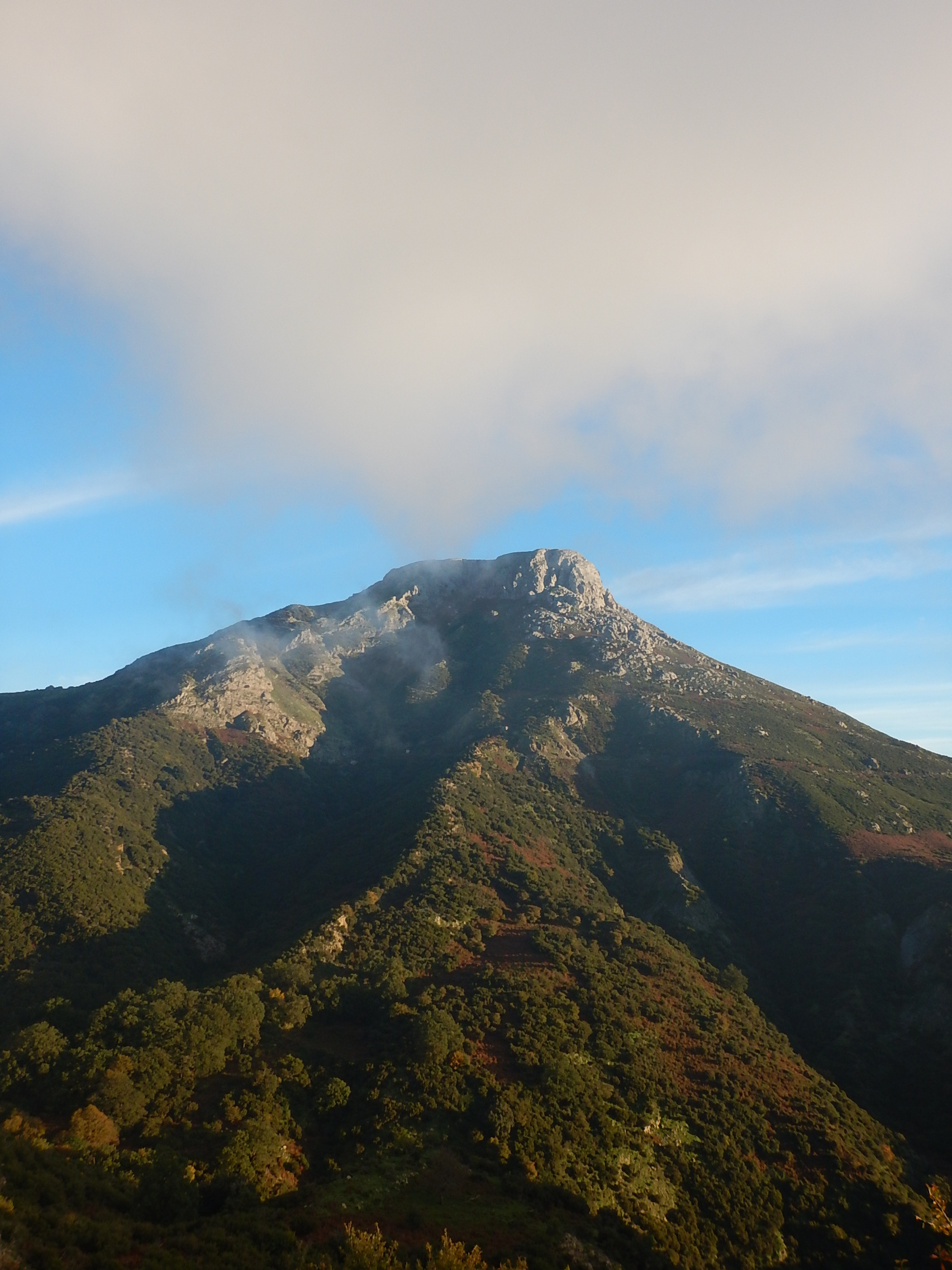
Il monte Scuderi

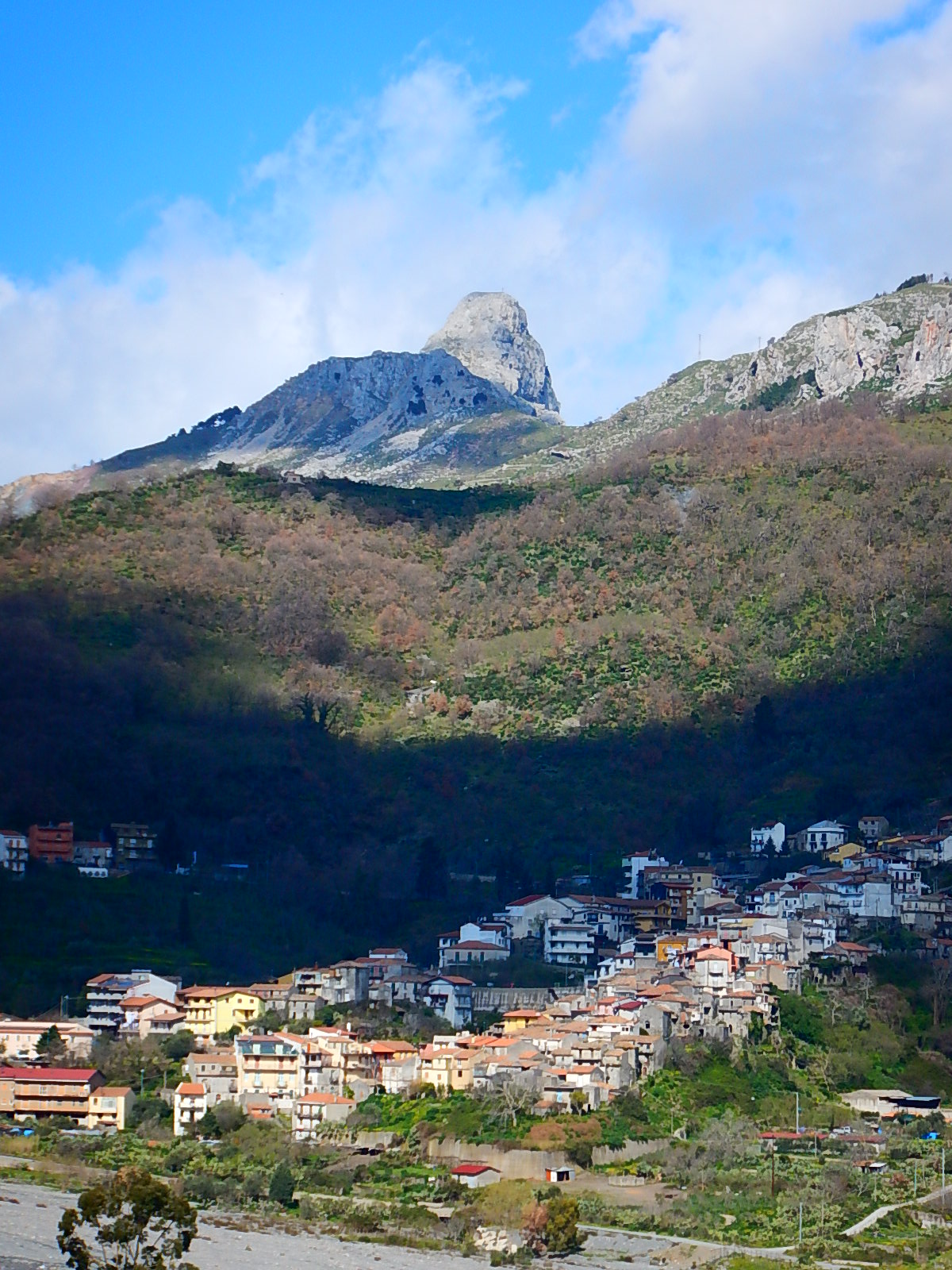
La Rocca di Novara vista da Fondachelli Fantina

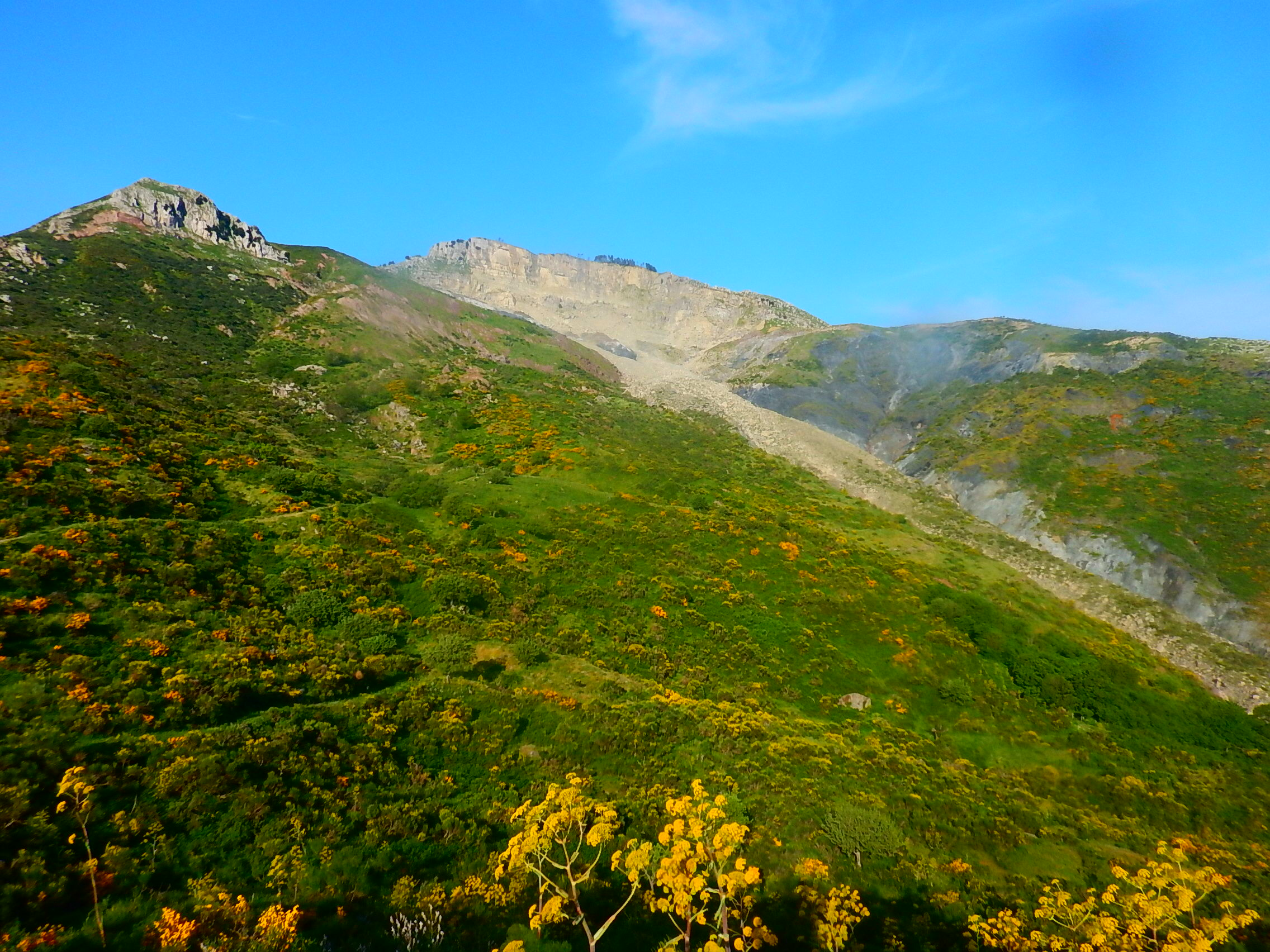
i Ritagli di Lecca situati in prossimità della Rocca di Novara, visti dal lato del torrente Patrì

I monti Peloritani  (i Coḍḍi in dialetto messinese, ovvero 'i colli') sono una catena montuosa della Sicilia nordorientale che ricade nella città metropolitana di Messina. Insieme ai Nebrodi (sempre nella città metropolitana di Messina) e alle Madonie (nella città metropolitana di Palermo) fanno parte dell'Appennino siculo.

## Geografia
I monti Peloritani si estendono per circa 65 km da Capo Peloro ai Monti Nebrodi, incastonati tra l'Etna a sud-ovest e lo stretto di Messina a est. Le propaggini vanno digradando nella valle del fiume Alcantara, che sfocia a sud di Giardini Naxos. A ovest i Peloritani, in corrispondenza di Rocca Novara e Montagna Grande, si raccordano con la catena dei Nebrodi, a nord e a est sono delimitati dal Mar Tirreno e dal Mar Ionio dove sfociano numerose fiumare che nascono nel gruppo montuoso. Sono percorsi da nord a sud da un'antica stradina, la Dorsale peloritana, che si sviluppa quasi tutta sulla linea di cresta della catena montuosa.

### Geomorfologia
La geomorfologia è caratterizzata da una lunga serie di picchi, crinali e burroni. Dalla linea stretta di cresta, con altitudine media di 800–1 000 m, scendono a valle diversi corsi d'acqua in gole profonde, che nel tratto medio-inferiore si aprono in ampie fiumare piene di detriti.
Le rocce più diffuse, di antica formazione, sono in parte di origine magmatica e in parte metamorfica. Prevalgono stratificazioni di scisti del Laurenziano, graniti, filladi, gneiss. È diffusa la presenza di suolo di origine arenaria, facilmente disgregabile e asportabile dall'impeto delle acque. Particolarissime formazioni rocciose sono i megaliti dell'Argimusco.

### Orografia
Le cime più elevate della catena sono:
- Montagna Grande (1 374 m) tra Motta Camastra e Antillo
- Rocca Novara (1 340 m) tra Novara di Sicilia e Fondachelli-Fantina
- Pizzo di Vernà (1 287 m) a Casalvecchio Siculo
- Monte Poverello (1 279 m) tra il territorio di Fiumedinisi e Santa Lucia del Mela
- Monte Scuderi (1 253 m) tra Messina, Itala, Alì e Fiumedinisi
- Monte Fossazza (1 245 m) alle spalle di Colle del Re - 1180 m
- Monte Gardile (1 228 m) a Mandanici
- Monte Cavallo (1 216 m) tra Mandanici, Fiumedinisi e Santa Lucia del Mela
- Pizzo Croce (1 214 m) a Fiumedinisi
- Monte Pomaro (1 196 m) tra Fondachelli-Fantina e Francavilla di Sicilia
- Colle del Re (1 180 m) a Barcellona Pozzo di Gotto
- Monte Dinnammare (1 128 m) sovrasta il centro di Messina
- Rocca Timogna (1 127 m) tra Castroreale e Santa Lucia del Mela
- Portella Mandrazzi (1 125 m) a Fondachelli-Fantina e Francavilla di Sicilia

## Ambiente

### Flora
Delle antiche foreste di quercia, leccio, sughero e probabilmente anche di faggio, pino e castagno, attualmente rimangono solo poche formazioni che occupano all'incirca tremila ettari. Le degradazioni successive, causate principalmente dall'uomo e dagli incendi, hanno determinato il passaggio alla macchia, poi alla macchia degradata, alla gariga e infine a una vera e propria steppa. Solo nelle zone più impervie, e quindi economicamente svantaggiose per l'uomo, si sono conservati piccoli nuclei di bosco naturale di roverella e di leccio o di macchia mediterranea con predominanza di erica, cisto, corbezzolo e ginestra. L'azione di rimboschimento, intrapresa già dal 1873 dal Consorzio per il Rimboschimento e successivamente dal 1920 dal Demanio Forestale dei Peloritani, ha infine creato pinete di pino domestico (Pinus pinea), Pino marittimo (Pinus pinaster), Pino d'Aleppo (Pinus halepensis) e boschi di Castagno, Leccio e Roverella.
Le aree boschive del Demanio Forestale sono così divise:
- Demanio dei Peloritani orientali: a cavallo del tratto iniziale dell'omonima catena montuosa a ridosso dei centri di Messina, Villafranca Tirrena, Saponara e Rometta, occupa oltre 4 102 ettari.
- Demanio Savoca: ha un'estensione di 762 ettari e comprende i comuni di Furci Siculo e Casalvecchio Siculo, sul versante sud dei Peloritani Centrali.
- Demanio Mela: prossimo al Savoca ma ubicato sul versante opposto dei Peloritani, occupa una superficie di 1 827 ettari ed è compreso tra i bacini montani dei torrenti Idria, Longano e Mela, nei comuni di Barcellona Pozzo di Gotto, Castroreale e Santa Lucia del Mela.
- Demanio Cisterna: è il più piccolo dei quattro nuclei, con una superficie di 264 ettari. Ricade nei Peloritani Occidentali nel bacino montano del fiume Alcantara, sottobacino del torrente Zavianni, in territorio di Francavilla di Sicilia